# Pineland (Texas)
Pineland est une ville américaine située dans le comté de Sabine, dans l’État du Texas. Elle comptait 850 habitants lors du recensement de 2010.

## Source
- (en) Cet article est partiellement ou en totalité issu de l’article de Wikipédia en anglais intitulé « Pineland, Texas » (voir la liste des auteurs).